# Koblhof
Koblhof ist eine Ortschaft in Niederösterreich und eine Katastralgemeinde der Stadtgemeinde Zwettl-Niederösterreich. Am 1. Jänner 2024 hatte die Ortschaft 45 Einwohner auf einer Fläche von 1,58 km².

## Geografie
Koblhof liegt in einer Entfernung von etwa 1,76 Kilometern Luftlinie südöstlich des Stadtzentrums von Zwettl.
Das Gemeindegebiet grenzt westlich und nördlich an die Katastralgemeinde Zwettl Stadt, im Nordosten an Rudmanns, östlich an Ratschenhof und im Südwesten an Großweißenbach. Die höchste Erhebung ist der Kleine Kobel mit einer Seehöhe von 893 m ü. A.

## Geschichte
Koblhof wurde 1499 als Kobelhof zum ersten Mal urkundlich erwähnt. Der Name bedeutet „Hof auf einem Hügel“. Es handelt sich um einen ehemaligen Wirtschaftshof des Zwettler Stifts, der 1787 in mehrere Besitzungen unterteilt wurde.